# Karni
Karni (lat.: Carni) su bili pripadnici naroda čiji su jezik i kultura bili srodni Keltima a njihovo se postojanje i djelovanje postavlja u vrijeme od 4. stoljeća pr. Kr. i to na području istočnih Alpa. Tvrdi se i da je ovo pleme pripadalo grupi venetskih naroda. U području koje je tako gusto naseljeno keltskim plemenima nije teško zaključiti da su sve etničke grupe keltskog podrijetla, pa su tako i Karni proglašeni Keltima. Prema još jednoj teoriji Karni, zapravo grupa nekoliko plemena, su bili srodni Venetima, Ilirima i Japodima, a kasnije su, pod utjecajem Kelta, postali keltizirani.

## Povijest
Oko 400. godine pr. Kr. Karni su s ravnica oko rijeka Rajne i Dunava doselili na područje istočnih Alpa (područje današnje Slovenije i sjeverno-istočne Italije) oko rijeke Soče i gornjeg toka Save. Veoma brzo Karni ostvaruju kontakt s Venetima, Histrima i Liburnima te skupa stvaraju tzv. kaštelijersku kulturu (graditelji utvrđenih naselja - kaštela). Prema imenu Karni nazvani su Karnske Alpe, povijesna pokrajina Kranjska i grad Kranj, u Sloveniji.
U 2. stoljeću pr. Kr. Karni potpadaju pod vlast antičkog Rima, točnije, 115. godine pr. Kr. konzul Marko Emilije Skaur postiže konačni trijumf nad Karnima. Pod rimskom utjecajem Karni su relativno brzo latinizirani. Plemena Skordisci, Breuci, Karni i Dardanci su bili najranija prepreka rimskoj ekspanziji na Balkan, ali kasnije su odigrali bitnu ulogu u odbrani rimskih provincija od upada Germana.
U kasnijim stoljećima, pod pritiskom nadolazećih Slavena i Germana, područje Karna se sužava samo na planinska područja i nizinskom dijelu u Furlaniji. O Karnima su pisali antički povjesničari Livije, Plinije i Strabon.

## Vanjske poveznice
- Panonija
- Ivica Degmedžić: Sjeverno i istočno područje Ilira (referat sa Simpozijuma o Ilirima u antičko doba, Sarajevo, 10.05.1966)